# Ernst Fromm (Mediziner)
Ernst Fromm (* 3. März 1917 in Altona, Provinz Schleswig-Holstein; † 2. April 1992 in Hamburg) war ein deutscher Arzt. Von 1959 bis 1973 war er Präsident der Bundesärztekammer und von 1965 bis 1967 Präsident der  Europäischen Ärztevereinigung (CPME).

## Leben

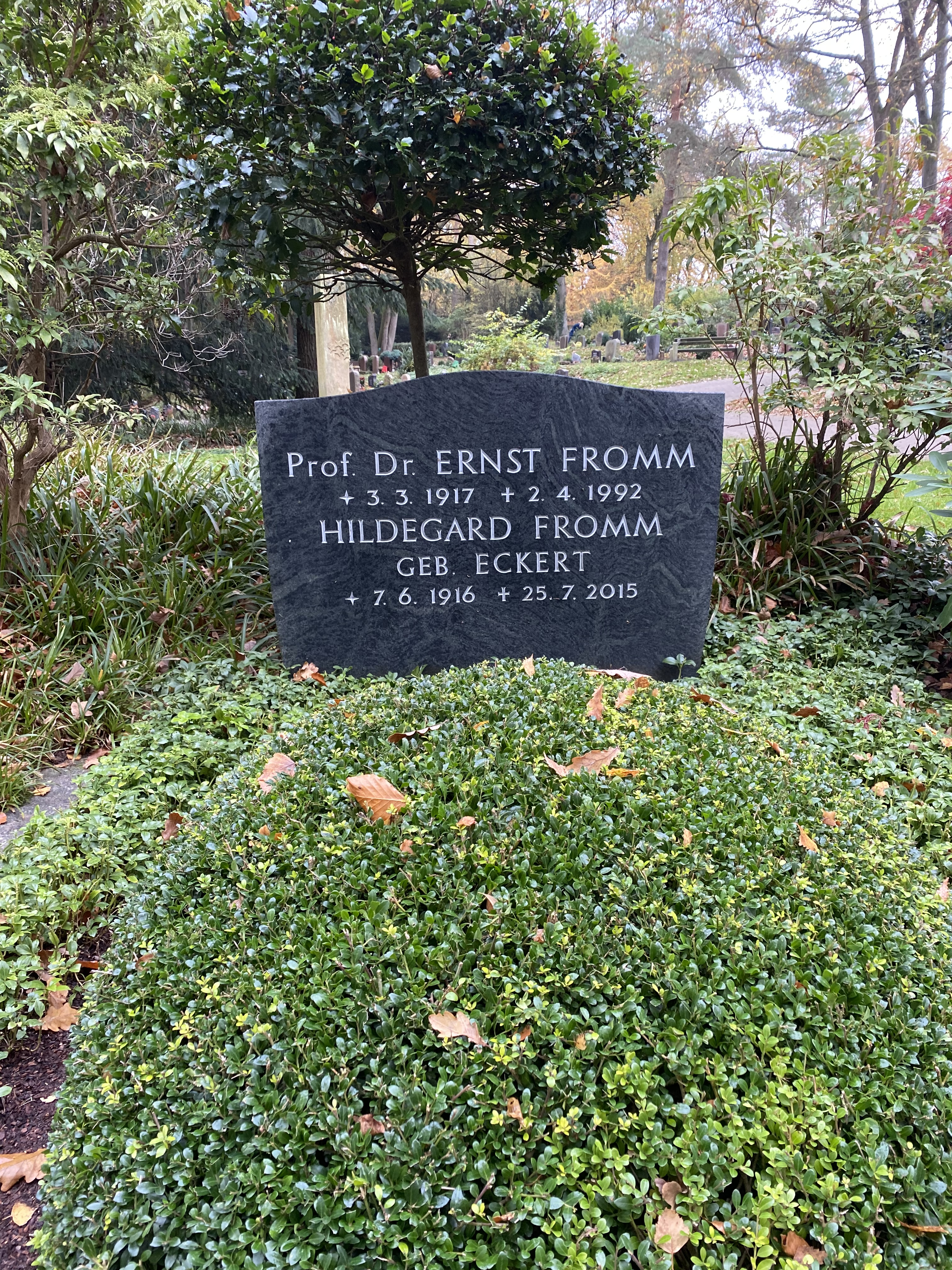
Grabstätte auf dem Heidefriedhof in Hamburg

Nach dem Abitur studierte Fromm an der Universität Hamburg und der Friedrich-Schiller-Universität Jena Medizin. Zum 6. September 1933 trat er der Marine-SA bei, zum 6. November 1934 wechselte er zur SS (SS-Nummer 281.678). Ab 1939 leistete er seinen Wehrdienst, 1942 erfolgte die Approbation sowie seine Promotion zum Dr. med. in Hamburg, bis Kriegsende wurde er Oberarzt der Reserve. Wegen einer Ruhrerkrankung und Diphtherie konnte er nicht als Stationsarzt arbeiten, er wurde daher Bakteriologe und Laborarzt. Seit 1966 war er Honorarprofessor für Gegenwartsprobleme des ärztlichen Standes der Universität Hamburg.
Fromm war Mitgründer des Marburger Bundes und ab 1949 Chefarzt der bakteriologisch-serologischen Abteilung des neu gegründeten Allgemeinen Krankenhaus Harburg. Von 1959 bis 1973 war er Präsident der Bundesärztekammer. Er wurde Mitglied im Wehrmedizinischen Beirat der Bundeswehr. Fromms Handeln in der Zeit des Nationalsozialismus sorgte für Kontroversen bei der Frage nach einer Entschuldigung der deutschen Ärzteschaft für die medizinischen Versuche in Konzentrationslagern.
Ernst Fromm verstarb 75-jährig und wurde auf dem Heidefriedhof im Hamburger Stadtteil Hausbruch beigesetzt.

## Ehrungen
- Großes Silbernes Ehrenzeichen der Republik Österreich (1962)
- Vesalius-Gedenkmünze (1966)
- Ehrenzeichen des Deutschen Roten Kreuzes (1967)[7]
- Paracelsus-Medaille (1975)[8]